# Искусственные экосистемы
Искусственная экосистема — искусственно созданная человеком система живых организмов и среды обитания, предназначенная для поддержания определённых условий жизнедеятельности различных видов растений, животных и микроорганизмов вне естественной природной среды. Целью создания искусственных экосистем является обеспечение устойчивости жизни в условиях, отличающихся от природных, таких как космические станции, подводные лаборатории, закрытые оранжереи, экологические парки и даже города-парки. 

## Возникновение термина
Термин «искусственная экосистема (Artificial ecosystem)» возник в научной среде в середине XX века. Первые эксперименты по моделированию изолированных экосистем проводились преимущественно американскими и советскими исследователями. Именно тогда была поставлена цель создать систему, способную поддерживать жизнь в условиях ограниченной площади и ресурсообеспеченности. Термин получил широкое распространение после реализации масштабных проектов, таких как американская лаборатория Biosphere 2 и советский эксперимент БИОС-3. Эти инициативы стали знаковыми для дальнейшего развития идей создания искусственных экосистем. Впоследствии термин закрепился в научном сообществе и вошёл в повседневное употребление.

## История развития
Первые попытки создания искусственных экосистем были предприняты в конце XIX века, когда учёные начали изучать возможность длительного существования человека в замкнутых пространствах. Однако настоящий прорыв произошёл во второй половине XX века с развитием космических программ и исследованиями возможностей долговременного пребывания человека в космосе. Одним из первых крупных проектов стала американская программа Biosphere 2, запущенная в 1987 году. Этот проект ставил целью создание полноценной автономной системы жизнеобеспечения на Земле, моделирующей процессы, происходящие в природе.
Позже аналогичные проекты появились в разных странах мира, включая Россию («БИОС», СССР), Китай («Юэгун-1») и Японию («Экосфера»).

## Концепция
Искусственная экосистема представляет собой замкнутое сообщество живых организмов и физической среды, которое функционирует независимо от естественных природных процессов. Основной задачей таких систем является поддержка жизненных функций организма человека и воспроизведение природного круговорота веществ и энергии в контролируемых условиях. Для достижения полной независимости необходима тщательная инженерная разработка всех компонентов, начиная от водоочистки и регенерации воздуха до культивирования растений и утилизации органических остатков.
Научные журналы регулярно публикуют статьи по этому направлению. Например, исследование команды NASA описывает особенности функционирования замкнутых экосистем на борту Международной космической станции (МКС). Другой пример — российские разработки института РАН, изучающего возможность автономного проживания экипажа космического корабля на длительных миссиях. Подобные научные труды подтверждают значимость направления для долгосрочных космических полётов и освоения новых территорий.

### Основные компоненты искусственной экосистемы
- Биота — растения, животные, микроорганизмы, обеспечивающие поддержание круговорота веществ и энергии внутри системы.

- Физическая среда[3] — пространство и материалы, поддерживающие жизнедеятельность биоты.

- Энергетика — внешние источники энергии (свет, тепло, электричество).

- Управление системой — технологии мониторинга, контроля и управления параметрами окружающей среды.

## Известные искусственные экосистемы
- Проект Biosphere 2: созданный в Аризоне комплекс площадью около 1,5 гектара включал леса, пустыни, океаны и сельскохозяйственные угодья. Эксперимент показал трудности сохранения равновесия в закрытой системе и сложности воспроизводства необходимых продуктов питания.

- Советская программа БИОС-3: разработанная в Красноярском институте физики АН СССР, продемонстрировала успешное использование водорослей для восстановления кислорода и удаления углекислого газа. Эта технология легла в основу будущих разработок для обеспечения космонавтов кислородом и питанием.

- Китайский проект «Юэгун-1[4]»: китайский аналог американской программы, реализованный Пекинским университетом аэрокосмических наук и технологий. Проект исследует замкнутые системы поддержки жизни в перспективе колонизации Луны и Марса.

### Современные предложения
- Создание благоприятных условий для жителей отдалённых районов планеты, например, арктических поселений и антарктических станций.

- Разработка самообеспечивающихся жилищ и городов с низким уровнем воздействия на окружающую среду.

- Научные исследования влияния изоляции и экстремальных условий на здоровье человека и устойчивость социальных групп.

- Моделирование взаимодействия человека и природы для повышения экологической безопасности и рационального использования ресурсов.

Опыты по внедрению искусственных экосистем проводятся в рамках международных программ ООН и частных инициатив компаний-разработчиков инновационных решений для городского планирования и экологии.